# Comicguía
Comicguía es un fanzine de información sobre la historieta, sobre todo española, dirigido y coordinado por Francisco Tadeo Juan desde 1976, lo que la convierte en una de las más duraderas de su país.

## Trayectoria
Comicguía empezó como catálogo y boletín de novedades de publicaciones extranjeras de la librería especializada Telio, pero pronto se orientó hacía la recuperación de la memoria del tebeo clásico español.
En el número 8 (invierno de 1984) cambió su subtítulo original de Boletín divulgativo de la Historieta española por el más conciso Cuaderno de la Historieta. Dos años después, en el número 12, Francisco Tadeo Juan inició un Conciso Diccionario Universal del Cómic.
En 1997, Francisco Tadeo Juan publicó Comicguía. Historia de una revista sobre cómics : vivencias, recuerdos y anécdotas con ilustraciones inéditas, a modo de conmemoración de los 20 años de la publicación.